# Аналізатор електричних схем

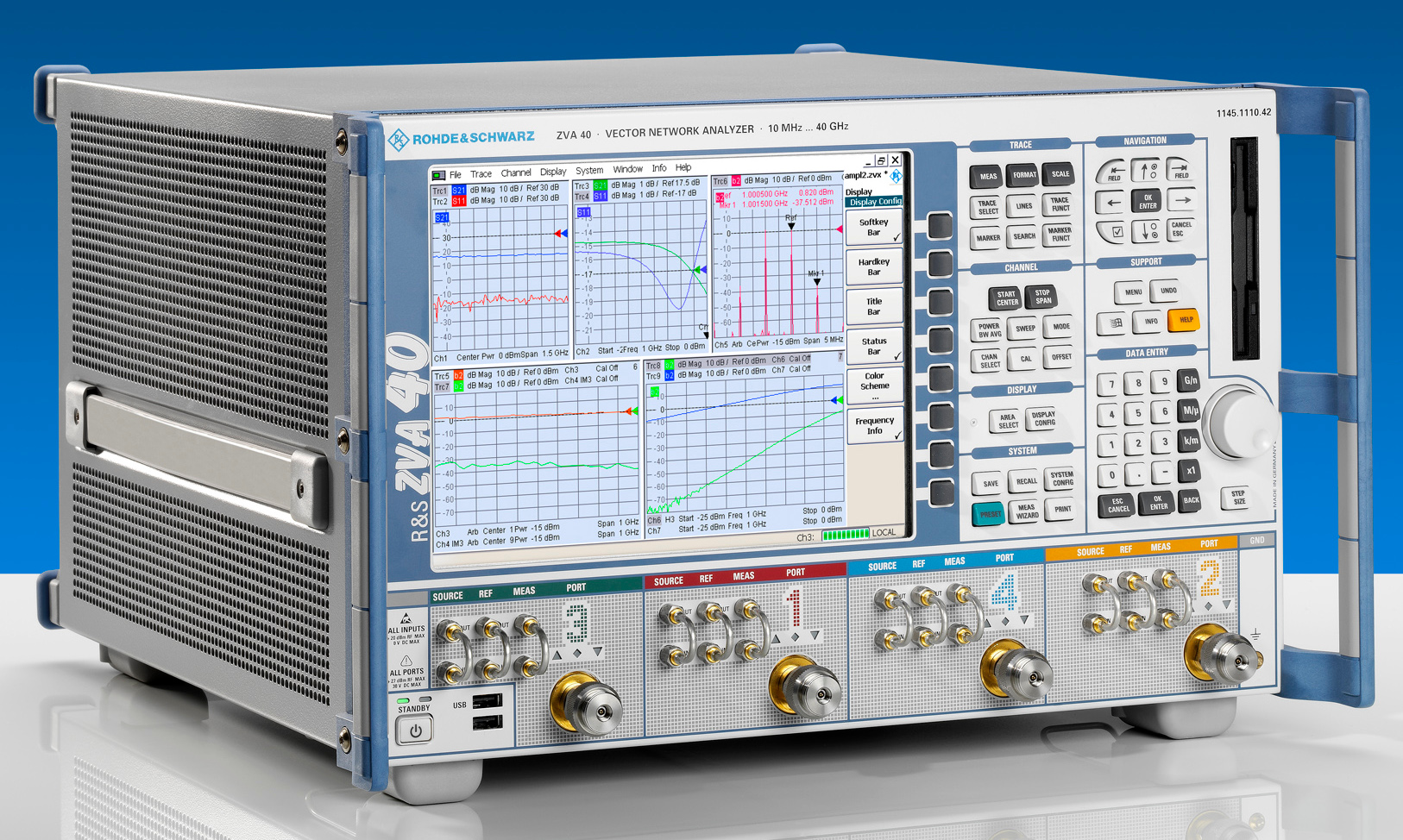
ZVA40 векторний аналізатор від Rohde & Schwarz

Аналізатор електричних схем (англ. Network analyzer) - прилад, який вимірює параметри чотириполюсників електричних схем. Аналізатори зазвичай вимірюють S-параметри, але є й інші набори параметрів: Y-параметри, Z-параметри і Н-параметри.

Різні типи НВЧ пристроїв можна описати за допомогою падаючих і відбитих хвиль, які поширюються в підключених до них лініях передач. Зв'язок між цими хвилями описується хвильовою матрицею розсіювання (англ. Scattering)  або матрицею S-параметрів.

Аналізатори електричних схем часто використовуються для характеристики двох портів схем, таких як підсилювачі і фільтри, але вони можуть бути використані в схемах з довільним числом портів.

## Векторні і скалярні аналізатори
Аналізатори схем використовуються переважно на високих частотах;. Робочі частоти можуть варіюватися від 5 Гц до 1,05 ТГц . Спеціальні типи мережевих аналізаторів можуть також охоплювати більш низьку частоту в діапазоні до 1 Гц. Ці аналізатори можуть бути використані, наприклад, для аналізу стійкості без замикання зворотних зв'язків або для вимірювання звукових і ультразвукових компонентів.
Два основних типи аналізаторів:
- скалярні аналізатори (scalar network analyzer, SNA) - виміри тільки амплітудних значень
- векторні аналізатори (vector network analyzer, VNA) - виміри як амплітуди, так і фази

Скалярний аналізатор (Панорамний вимірювач ослаблення та КСХН) зазвичай забезпечує вимірювання модуля коефіцієнта відбиття, прямих і зворотних втрат пасивних чотириполюсників як в ручному, так і в автоматичному режимах. Містить генератор скануючої частоти, системний блок на базі комп'ютера і хвилеводний рефлектометр на основі метало-діелектричних хвилеводів (МДХ).
VNA  може називатися також амплітудно-фазовий вимірювач або автоматичний аналізатор схем (automatic network analyzer, ANA). Станом на 2007, VNA є найбільш поширеним типом  аналізаторів і посилання на «схемний аналізатор» найчастіше означає VNA.
 
Три відомі виробники VNA : Agilent, Anritsu, і Rohde & Schwarz.